# Aria (Ricchi e Poveri)
Aria è un singolo del gruppo musicale italiano Ricchi e Poveri, pubblicato il 27 maggio 2024.

## Descrizione
Il brano è stato distribuito come singolo digitale il 27 maggio 2024 ed è entrato in rotazione radiofonica in Italia a partire dal successivo 31 maggio. Il testo del singolo, pubblicato sulla scia della popolarità del brano sanremese Ma non tutta la vita, parla di amore, del colpo di fulmine che c'è tra due persone.

## Promozione
Il gruppo ha presentato il singolo il 26 maggio 2024 a Domenica in.

## Video musicale
Il video, diretto da Silvano Rocca, è stato reso disponibile il 18 giugno 2024 sul canale YouTube del gruppo.

## Tracce
Testi e musiche di Alessandro La Cava, Cheope, Edwyn Roberts, Stefano Tognini.
1. Aria – 3:10